# Phlogacanthus abbreviatus
Phlogacanthus abbreviatus är en akantusväxtart som först beskrevs av William Grant Craib, och fick sitt nu gällande namn av Raymond Benoist. Phlogacanthus abbreviatus ingår i släktet Phlogacanthus och familjen akantusväxter. Inga underarter finns listade i Catalogue of Life.